# Вирусные белки
Ви́русные белки́ — белки, входящие в состав вирусной частицы или выполняющие иную, неструктурную функцию в вирусе. Структурные белки формируют вирусную оболочку и капсид. Кроме того, существуют вирусные неструктурные белки и вирусные регуляторные и дополнительные белки. 
Было идентифицировано свыше 490 различных вирусных белков. Объединяясь, они могут формировать вирусные включения. 
Недавно была открыта база данных, называемая Viral Protein Structural Database (VPDB) (рус. База данных вирусных структурных белков). Она включает приблизительно 1670 вирусных белков от свыше 277 вирусов с более чем 465 штаммами. Эта база данных находится в свободном доступе по URL http://vpdb.bicpu.edu.in.